# Dalcera
Dalcera là một chi bướm đêm thuộc họ Dalceridae, gồm bốn loài phân bố ở vùng Neotropical. Ấu trùng của loài D. abrasa là loài gây hại cho cây cây cà phê.

## Các loài
- D. abrasa

- Thức ăn: Coffea, Eremanthus glomerulatus, Erythroxylum deciduum, Metrodorea pubescens, Ouratea hexasperma, Pouteria ramiflora, Qualea parviflora

- D. canescens
- D. haywardi
- D. semirufa